# Delia giresunensis
Delia giresunensis är en tvåvingeart som beskrevs av Willi Hennig 1974. Delia giresunensis ingår i släktet Delia och familjen blomsterflugor.
Artens utbredningsområde är Turkiet. Inga underarter finns listade i Catalogue of Life.